# Leichtathletik-Europameisterschaften 2022/4 × 100 m der Männer

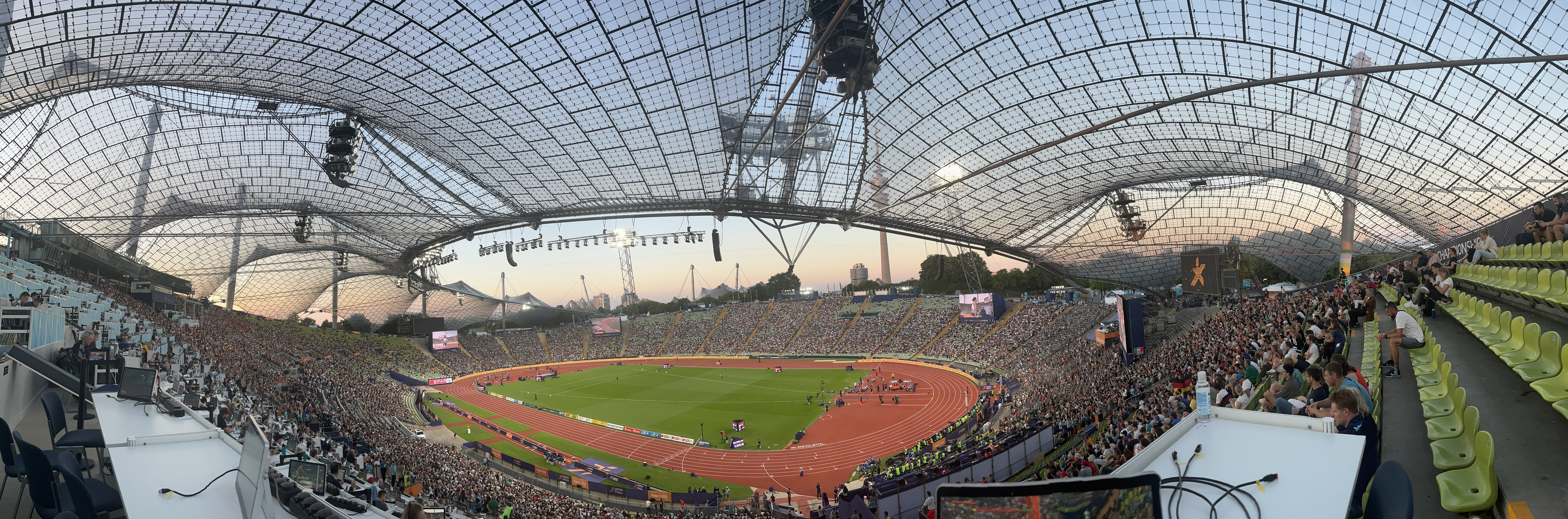
Das Olympiastadion in München während der Europameisterschaften 2022

Die 4-mal-100-Meter-Staffel der Männer bei den Leichtathletik-Europameisterschaften 2022 wurde am 19. und 21. August 2022 im Olympiastadion der deutschen Stadt München ausgetragen.
Europameister wurde Großbritannien in der Besetzung Jeremiah Azu, Zharnel Hughes (Finale), Jona Efoloko und Nethaneel Mitchell-Blake (Finale) sowie den im Vorlauf außerdem eingesetzten Harry Aikines-Aryeetey und Tommy Ramdhan.

Den zweiten Platz belegte Frankreich (Méba-Mickaël Zézé, Pablo Matéo, Ryan Zézé, Jimmy Vicaut).

Bronze ging an Polen mit Adrian Brzeziński (Finale), Przemysław Słowikowski, Patryk Wykrota und Dominik Kopeć sowie dem im Vorlauf außerdem eingesetzten Mateusz Siuda.
Bei der deutschen Staffel, die im Vorlauf deutschen Rekord und die schnellste Zeit gelaufen war, klappte schon der erste Wechsel von Startläufer Kevin Kranz auf Joshua Hartmann nicht und wurde disqualifiziert.
Auch die nur im Vorlauf eingesetzten Läufer erhielten entsprechendes Edelmetall. Rekorde und Bestleistungen standen dagegen nur den tatsächlich laufenden Athleten zu.

## Rekorde

### Bestehende Rekorde
| Weltrekord           | 36,84 s | Jamaika (Nesta Carter, Michael Frater, Yohan Blake, Usain Bolt)                       | OS London, Großbritannien              | 11. August 2012   |
| Europarekord         | 37,36 s | Großbritannien (Adam Gemili, Zharnel Hughes, Richard Kilty, Nethaneel Mitchell-Blake) | WM Doha, Katar                         | 5. Oktober 2019   |
| Meisterschaftsrekord | 37,79 s | Frankreich (Max Morinière, Daniel Sangouma, Jean-Charles Trouabal, Bruno Marie-Rose)  | EM Split, Jugoslawien (heute Kroatien) | 1. September 1990 |

### Rekordverbesserungen
Der bestehende EM-Rekord verbessert und darüber hinaus wurden vier Landesrekorde aufgestellt.
- Meisterschaftsrekord:
  - 37,67 s – Großbritannien (Jeremiah Azu, Zharnel Hughes, Jona Efoloko, Nethaneel Mitchell-Blake), Finale am 21. August
- Landesrekorde:
  - 37,97 s – Deutschland (Kevin Kranz, Joshua Hartmann, Owen Ansah, Lucas Ansah-Peprah), zweiter Vorlauf am 19. August
  - 38,73 s – Belgien (Robin Vanderbemden, Ward Merckx, Simon Verherstraeten, Kobe Vleminckx), zweiter Vorlauf am 19. August
  - 37,94 s – Frankreich (Méba-Mickaël Zézé, Pablo Matéo, Ryan Zézé, Jimmy Vicaut), Finale am 21. August
  - 38,36 s – Schweiz (Pascal Mancini, Bradley Lestrade, Felix Svensson, William Reais), Finale am 21. August

## Legende
Kurze Übersicht zur Bedeutung der Symbolik – so üblicherweise auch in sonstigen Veröffentlichungen verwendet:
| CR  | Championshiprekord                       |
| DR  | Deutscher Rekord                         |
| NR  | Nationaler Rekord                        |
| DNF | Wettkampf nicht beendet (did not finish) |

## Vorrunde
19. August 2022
Die Vorrunde sollte in zwei Läufen durchgeführt werden. Die ersten drei Staffeln pro Lauf – hellblau unterlegt – sowie die darüber hinaus zwei zeitschnellsten Teams – hellgrün unterlegt – wären dann für das Finale qualifiziert. Nach dem zweiten Vorlauf, in dem unter anderem das Team aus der Türkei ausgeschieden war, legte der türkische Verband Berufung ein mit der Begründung, sein Quartett sei vor dem ersten Wechsel durch Finnland behindert worden. Dem Protest wurde stattgegeben und die türkische Staffel erhielt die Möglichkeit, in einem dritten zusätzlichen Rennen alleine gegen die Uhr zu starten. Um sich für das Finale zu qualifizieren, musste die Mannschaft schneller sein als das bis dahin über die Zeitregel qualifizierte Team aus Italien, das im zweiten Vorlauf 39,02 s erzielt hatte. In dem Zusatzlauf erreichte die türkische Staffel das Ziel in 38,98 s und durfte somit über die Zeitregel anstelle von Italien am Finale teilnehmen.

### Vorlauf 1
19. August 2022, 10:00 Uhr MESZ
| Platz | Staffel        | Besetzung                                                                          | Zeit (s) |
| ----- | -------------- | ---------------------------------------------------------------------------------- | -------- |
| 1     | Großbritannien | Jeremiah Azu Harry Aikines-Aryeetey (Vorlauf) Jona Efoloko Tommy Ramdhan (Vorlauf) | 38,41    |
| 2     | Niederlande    | Elvis Afrifa Taymir Burnet Joris van Gool Raphael Bouju                            | 38,83    |
| 3     | Schweiz        | Pascal Mancini Bradley Lestrade Felix Svensson Daniel Löhrer (Vorlauf)             | 39,03    |
| 4     | Griechenland   | Konstantinos Zikos Theodoros Vrontinos Panayiotis Trivizas Ioannis Nyfandopoulos   | 39,11    |
| 5     | Spanien        | Alberto Calero Pablo Montalvo Jesús Gómez Sergio López                             | 39,14    |
| 6     | Tschechien     | Zdeněk Stromšík Jiří Polák Jan Jirka David Kolář                                   | 39,41    |
| 7     | Ukraine        | Serhij Smelyk Stanislaw Kowalenko Kyrylo Prychodko Andrij Wassiljew                | 39,62    |
| DNF   | Irland         | Israel Olatunde Mark Smyth Colin Doyle Joseph Ojewumi                              |          |

### Vorlauf 2
19. August 2022, 10:10 Uhr MESZ
| Platz | Staffel     | Besetzung                                                                            | Zeit (s)                                            |
| ----- | ----------- | ------------------------------------------------------------------------------------ | --------------------------------------------------- |
| 1     | Deutschland | Kevin Kranz Joshua Hartmann Owen Ansah Lucas Ansah-Peprah                            | 0037,97 DR                                          |
| 2     | Frankreich  | Méba-Mickaël Zézé Pablo Matéo Ryan Zézé Jimmy Vicaut                                 | 0038,17                                             |
| 3     | Polen       | Dominik Kopeć Przemysław Słowikowski Patryk Wykrota Mateusz Siuda (Vorlauf)          | 0038,60                                             |
| 4     | Belgien     | Robin Vanderbemden Ward Merckx Simon Verherstraeten (Vorlauf) Kobe Vleminckx         | 0038,73 NR                                          |
| 5     | Italien     | Lorenzo Patta Hillary Wanderson Polanco Rijo Matteo Melluzzo Chituru Ali             | 0039,02                                             |
| 6     | Finnland    | Santeri Örn Samuli Samuelsson Oskari Lehtonen Samuel Purola                          | 0039,37                                             |
| DNF   | Dänemark    | Rasmus Thornbjerg Klausen Frederik Schou-Nielsen Tobias Larsen Tazana Kamanga-Dyrbak |                                                     |
| DNF   | Türkei      | Emre Zafer Barnes Jak Ali Harvey Kayhan Özer Ertan Özkan                             | nach Protest für einen Wiederholungslauf zugelassen |

### Zusatzvorlauf 3
19. August 2022, 12:30 Uhr MESZ
| Platz | Staffel | Besetzung                                                | Zeit (s) |
| ----- | ------- | -------------------------------------------------------- | -------- |
| 1     | Türkei  | Emre Zafer Barnes Jak Ali Harvey Kayhan Özer Ertan Özkan | 38,98    |

## Finale
21. August 2022, 21:12 Uhr MESZ
| Platz | Staffel        | Besetzung | Zeit (s) |
| ----- | -------------- | --- | -------- |
| 1     | Großbritannien | Jeremiah Azu Zharnel Hughes (Finale) Jona Efoloko Nethaneel Mitchell-Blake (Finale) im Vorlauf außerdem: Harry Aikines-Aryeetey Tommy Ramdhan | 37,67 CR |
| 2     | Frankreich     | Méba-Mickaël Zézé Pablo Matéo Ryan Zézé Jimmy Vicaut                                                                                          | 37,94    |
| 3     | Polen          | Adrian Brzeziński (Finale) Przemysław Słowikowski Patryk Wykrota Dominik Kopeć im Vorlauf außerdem: Mateusz Siuda                             | 38,15 NR |
| 4     | Niederlande    | Elvis Afrifa Taymir Burnet Joris van Gool Raphael Bouju                                                                                       | 38,25    |
| 5     | Schweiz        | Pascal Mancini Bradley Lestrade Felix Svensson William Reais (Finale) im Vorlauf außerdem: Daniel Löhrer                                      | 38,36 NR |
| 6     | Belgien        | Robin Vanderbemden Ward Merckx Jordan Paquot (Finale) Kobe Vleminckx im Vorlauf außerdem: Simon Verherstraeten                                | 39,01    |
| 7     | Türkei         | Emre Zafer Barnes Jak Ali Harvey Kayhan Özer Ertan Özkan                                                                                      | 39,20    |
| DNF   | Deutschland    | Kevin Kranz Joshua Hartmann Owen Ansah Lucas Ansah-Peprah                                                                                     |          |

## Videolink
- Mens 4 x 100m Relay Final Munich 2022 European Athletics Championships, youtube.com, abgerufen am 5. April 2023